# Rovné, Humenné
Rovné este o comună slovacă, aflată în districtul Humenné din regiunea Prešov. Localitatea se află la altitudinea de 190 m deasupra n.m., se întinde pe o suprafață de 8,1 km2 și în 2017 număra 442 de locuitori.

## Istoric
Localitatea Rovné este atestată documentar din 1567.

## Demografie
| An:                | 1994 | 2004   | 2014   | 2024   |
| ------------------ | ---- | ------ | ------ | ------ |
| Număr de persoane: | 490  | 472    | 446    | 462    |
| Diferență:         |      | −3,67% | −5,50% | +3,58% |

| An:                | 2023 | 2024   |
| ------------------ | ---- | ------ |
| Număr de persoane: | 465  | 462    |
| Diferență:         |      | −0,64% |